# Conception libre de médicaments
La conception libre de médicaments est une pratique nouvelle aux États-Unis, qui utilise la biotechnologie et particulièrement la bio-informatique pour concevoir des médicaments sous licence libre.

## Pink Army
S'inscrivant dans les mouvements « Do it yourself » et de l'open source, la conception libre de médicaments est promue notamment par la Start up Pink army,, fondée en 2009 par le biologiste canadien Andrew Aiselle. Celui-ci soutient que l'industrie pharmaceutique classique, dans laquelle il a travaillé, vise seulement à produire « des variantes de médicaments existants, pour prolonger les brevets ».
Cette entreprise est une coopérative qui entend concevoir des médicaments sur-mesure contre le cancer du sein grâce à la biologie de synthèse et à la virothérapie, puis diffuser librement les connaissances acquises.
Des questions éthiques peuvent se poser quant à ce nouveau domaine de recherche, dans la mesure où les médicaments créés sur mesure ne pourront pas être testés avant administration et où « chaque patiente sera son propre cobaye et assumera les risques en connaissance de cause ».